# Strider II
Pour les articles homonymes, voir Strider (homonymie).
Ne doit pas être confondu avec Strider 2.
 (janvier 2015).
Si vous disposez d'ouvrages ou d'articles de référence ou si vous connaissez des sites web de qualité traitant du thème abordé ici, merci de compléter l'article en donnant les références utiles à sa vérifiabilité et en les liant à la section « Notes et références ».
Strider II (aussi connu sous le nom Strider Returns ou encore Journey From Darkness: Strider Returns aux États-Unis) est un jeu vidéo d'action sorti en 1990 et fonctionne sur Amiga, Amstrad CPC, Atari ST, Commodore 64, Game Gear, Master System, Mega Drive et ZX Spectrum. Le jeu a été développé par Tiertex puis édité par U.S. Gold.
Il s'agit de la suite de Strider (sorti sur arcade en 1989), mais contrairement à celui-ci il n'a pas été réalisé par Capcom est n'est pas sorti en arcade. À ne pas confondre avec Strider 2, suite réalisée par Capcom, sortie en 1999 sur arcade puis portée sur PlayStation.